# مستشفى سانت بيتر الجامعي
مستشفى سانت بيتر الجامعي (بالإنجليزية: Saint Peter's University Hospital)‏ هو مستشفى روماني كاثوليكي يقع بولاية نيو جيرسي. المستشفى هو عضو في نظام القديس بطرس للرعاية الصحية، وشركة نيو جيرسي وهي شركة غير ربحية برعاية الأبرشية الرومانية الكاثوليكية في موتشن.
مستشفى سانت بيتر الجامعي هو مستشفى غير هادف للربح، ويملك 478 سريرًا للرعاية الحرجة. وقد تم إعلان مستشفى سانت بيتر الجامعي من قبل ولاية نيو جيرسي لمركز تخصص رعاية الأطفال، ومركز السكتة الدماغية كواحد من أهم الاقسام في الولاية. كما يدير المستشفى واحد من أكبر خدمات الأمومة في نيو جيرسي وفي الولايات المتحدة.
المستشفى هو عضو لمؤسسة روتجرز الطبية للعلوم الصحية، ويوفر المستشفى تدريب بدوام كامل إلى ما يصل إلى ستين طالبًا في السنوات الثالثة أو الرابعة من المدرسة الطبية، لجامعة سانت بيتر.